# Президентские выборы в Эквадоре (1933)
Президентские выборы в Эквадоре проходили 14 и 15 декабря 1933 году. В результате победу одержал кандидат от Консервативной партии Хосе Мария Веласко Ибарра, получивший 80 % голосов.

## Предвыборная обстановка
Эти выборы были объявлены временным президентом Абелардо Монтальво, вступившего в должность после смещения за фальсификацию выборов 1932 года президента Хуана де Диос Мартинеса. Президент избирался на период 1934—1938 годов. Выборы проводились в соответствии с Конституцией Эквадора 1925 года.

## Избирательная кампания
Хосе Мария Веласко Ибарра участвовал в президентских выборах 1933 года как независимый при поддержке Консервативной партии и независимых движений, капитан Колон Элой Альфаро — от Либеральной партии, Рикардо Паредес — от Коммунистической партии и Карлос Самбрано Орехуэла — от Социалистической партии.
Победу одержал Веласко Ибарра с 51 248 голосов избирателей, за ним следовали Карлос Самбрано, получивший 10 895 голосов, Колон Элой Альфаро, получивший 943 голоса, и Рикардо Паредес с 696 голосами; остальные кандидаты получили 147 голосов.
Веласко Ибарра вступив в должность 1 сентября 1934 года.

## Результаты
| Кандидат                                     | Партия                                                 | Голоса | %    |
| -------------------------------------------- | ------------------------------------------------------ | ------ | ---- |
| Хосе Мария Веласко Ибарра                    | Эквадорская консервативная партия/Независимые движения | 51 248 | 80,2 |
| Карлос Самбрано                              | Эквадорская социалистическая партия                    | 10 895 | 17,0 |
| Колон Элой Альфаро                           | Эквадорская радикальная либеральная партия             | 943    | 1,5  |
| Прочие                                       | Прочие                                                 | 843    | 1,3  |
| Всего                                        | Всего                                                  | 63 929 | 100  |
| Источник: Nohlen, Tribunal Supremo Electoral |                                                        |        |      |